# Großsteingräber bei Tangendorf
Die Großsteingräber bei Tangendorf waren vermutlich zwei megalithische Grabanlagen der jungsteinzeitlichen Trichterbecherkultur bei Tangendorf, einem Ortsteil von Toppenstedt im Landkreis Harburg (Niedersachsen). Sie wurden im 19. Jahrhundert zerstört. Ihr genauer Standort ist nicht überliefert. Das erste Grab stand auf einer künstlichen Erhöhung und besaß einen Deckstein mit einer Dicke von 6 Fuß (ca. 1,8 m), der auf mehreren Wandsteinen ruhte. Der genaue Grabtyp lässt sich anhand dieser Angaben nicht bestimmen. Die zweite Anlage lag auf einer Koppel. Auch sie befand sich auf einem künstlichen Hügel. Hier liegen allerdings nur Angaben zu einem Deckstein mit einer Länge von 2,33 m und einer Dicke von 0,6 m vor; Wandsteine werden nicht erwähnt, womit die Einordnung als Großsteingrab nicht gesichert ist.